# Bill Callahan (musicista)
Bill Callahan, noto anche con lo pseudonimo di Smog (Silver Spring, 3 giugno 1966), è un cantautore e musicista statunitense.
È considerato tra i principali esponenti del cantautorato lo-fi degli anni novanta e duemila. Le sue composizioni sono spesso intrise di malinconia, di fatalismo e di un forte senso di angoscia, nella tradizione di artisti come Nick Drake o Daniel Johnston.

## Biografia
Ha iniziato la sua carriera con l'autoproduzione di cassette a bassa qualità con lo pseudonimo di (Smog) pubblicate tra il 1988 ed il 1990. Ha pubblicato il suo primo album non autoprodotto nel 1990, Sewn to the Sky per la Disaster. Quando poi il fenomeno Lo-fi è esploso, attorno ai primi anni '90, Callahan ha firmato un contratto con l'etichetta Drag City. Da allora le sue produzioni hanno visto un aumento di qualità,  di attenzione per i dettagli, e un progressivo allontanamento dal sound lo-fi degli inizi, in favore di una maggiore ricerca sonora. Di questo periodo sono i suoi principali album: Forgotten Foundation (1992), Julius Caesar (1993) e Wild Love (1995).
L'ultimo disco a nome Smog è A River Ain't Too Much to Love del 2005 che vede la presenza di Jim White dei Dirty Three alla batteria.
Nel 2007 abbandona lo pseudonimo di "Smog" per usare il suo vero nome. Escono in successione prima Woke on a Whaleheart, prodotto da Neil Hagerty, nel 2007, Sometimes I Wish We Were an Eagle nel 2009, Apocalypse nel 2011 e Dream River nel 2013.

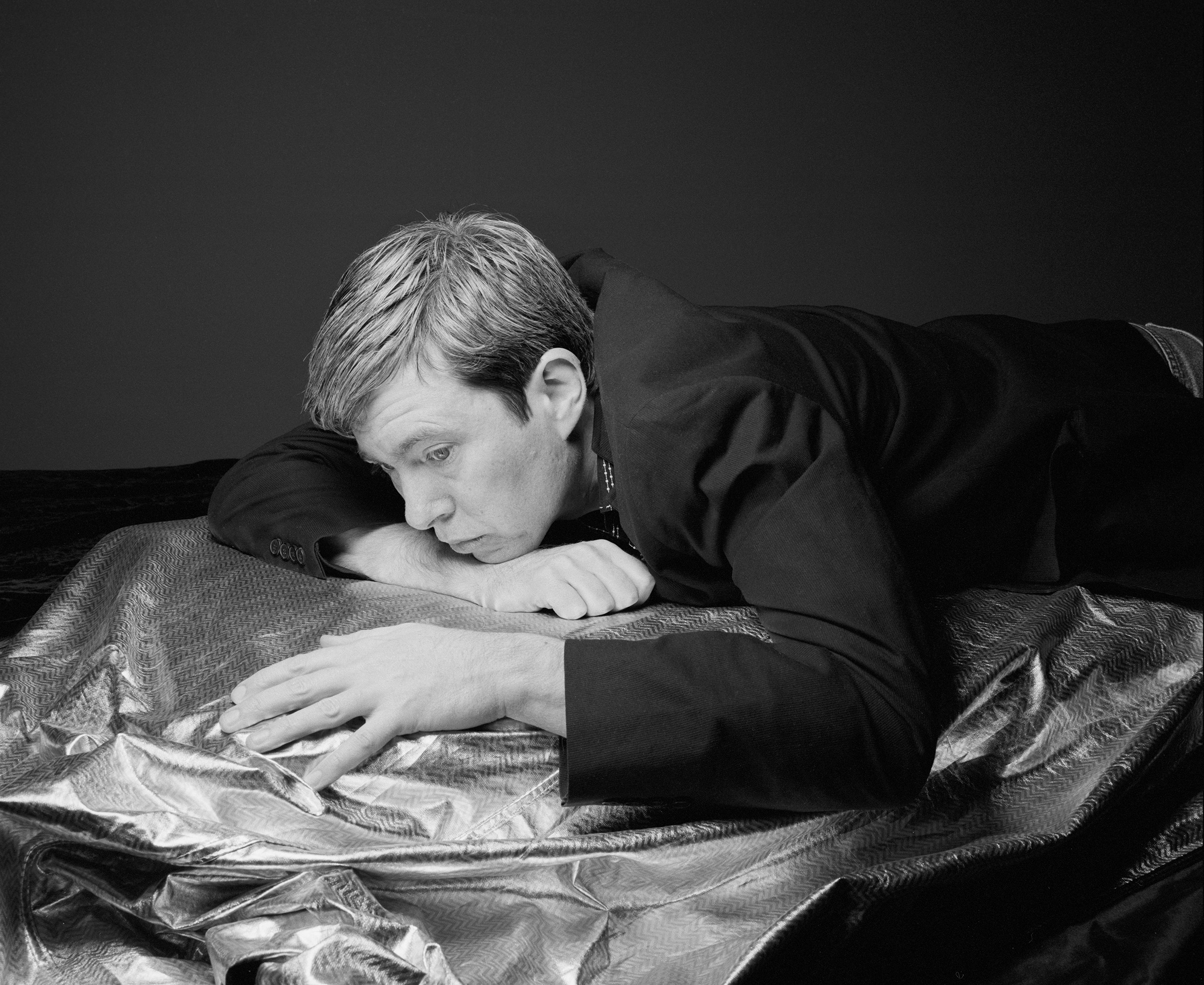
Bill Callahan, Berlino 2011

Nel luglio del 2010 la casa editrice Drag City pubblica il romanzo epistolare Callahan's letters to Emma Bowlcut.

## Discografia

### A nome Smog

#### Album
- 1990 - Sewn to the Sky
- 1992 - Forgotten Foundation
- 1993 - Julius Caesar
- 1995 - Wild Love
- 1996 - The Doctor Came at Dawn
- 1997 - Red Apple Falls
- 1999 - Knock Knock
- 2000 - Dongs of Sevotion
- 2001 - Rain on Lens
- 2003 - Supper
- 2005 - A River Ain't Too Much to Love
- 2014 - Have Fun with God
- 2021 - Blind Date Party (with Bonnie "Prince" Billy)

#### Ep
- 1991 - Floating
- 1994 - Burning Kingdome
- 1996 - Kicking a Couple Around
- 2000 - Strayed
- 2000 - Neath the Puke Tree
- 2006 - Rock Bottom Riser

#### Raccolte
- 2002 - Accumulation: None (rarità e remix)

### Come Bill Callahan
- 2007 - Woke on a Whaleheart
- 2009 - Sometimes I Wish We Were an Eagle
- 2011 - Apocalypse
- 2013 - Dream River
- 2014 - Have Fun with God (remix)
- 2019 - Shepherd in a Sheepskin Vest
- 2020 - Gold Record
- 2022 - YTI⅃AƎЯ
- 2024 - Resuscitate!